# Алешковський Петро Маркович
Петро Маркович Алешковський (22 вересня 1957, Москва, СРСР) — радянський і російський письменник, теле- і радіоведучий, журналіст, історик, археолог.

## Родина
Дід - Герман Олександрович Недошивін (1910-1983), мистецтвознавець і теоретик мистецтва; бабуся - Наталія Юріївна Недошивіна (до шлюбу Зограф; 1907-1984), мистецтвознавиця (її дід - зоолог Микола Юрійович Зограф, її брат - театрознавець Микола Георгійович Зограф).
Мати — археологиня Наталія Германівна Недошивіна, батько — археолог Марк Хаїмович Алешковський (його брат — Юз Алешковський).
Син — фотограф Митя Алешковський; дочка — Ганна Алешковська; тесть — історик Натан Ейдельман. Дружина — викладач історії та блогер Тамара Ейдельман.
Онуки — Олександра та Катерина.

## Біографія
У 1979 закінчив історичний факультет Московського державного університету імені М. В. Ломоносова на кафедрі археології.
Протягом шести років брав участь у роботах з реставрації пам'яток Російської Півночі: Великого Новгорода, а також Кирило-Білозерського, Ферапонтова та Соловецького монастирів.
У 2007-2008 вів щотижневу колонку у журналі «Російський репортер». З 2008 пише нариси до того ж журналу. Веде програму «Абетка читання» на радіо «Культура». На Радіо Росії (Москва) та телеканалі «Культура» веде бесіди з науковцями у програмі «Факультет непотрібних речей».

## Твори
- 1988 — «Як новгородці на Югру ходили. Розповідь про новгородців, відважних мореплавців XII століття»
- 1995 — роман «Арлекін, або Життєпис»
- 1995 — збірка «Голосу з хору»
- 1997 — роман «Володимир Чигринцев»
- 1999 — збірка «Сьома валізка»
- 2002 — повість «Чайки»
- 2003 — «Рудл і Брудл»
- 2006 — роман «Риба. Історія однієї міграції»
- 2009 — роман «Інститут сновидінь»
- 2010 — «Від Москви ...»
- 2010 — роман «Зворотний бік Місяця»
- 2011 — збірка «Життєпис тхора»
- 2015 — роман «Фортеця»
- 2020 — роман «Секретики»

## Визнання
- 1994 - короткий список премії «Російський Букер» за збірку «Життєпис Хорька»
- 1996 - короткий список премії «Російський Букер» за роман «Володимир Чигринцев»
- 2006 - короткий список премії «Велика книга" за роман «Риба»
- 2016 – лауреат премії «Російський Букер» за роман «Фортеця»